# Wanneroo City
Koordinaten: 31° 45′ S, 115° 48′ O

Die City of Wanneroo ist ein lokales Verwaltungsgebiet (LGA) im australischen Bundesstaat Western Australia. Wanneroo gehört zur Metropole Perth, der Hauptstadt von Western Australia. Das Gebiet ist 686 km² groß und hat etwa 190.000 Einwohner (2016).
Wanneroo bildet die Nordwestspitze von Perth entlang der Küste und ist etwa zehn bis 35 Kilometer vom Stadtzentrum entfernt. Der Sitz des City Councils befindet sich im Stadtteil Wanneroo, in dem etwa 12.000 Einwohner leben (2016).

## Verwaltung
Das Wanneroo Council hat 15 Mitglieder, 14 Councillor werden von den Bewohnern der vier Wards (fünf aus dem South, vier aus dem Coastal, drei aus dem Central und zwei aus dem North Ward) gewählt. Der Mayor (Bürgermeister) und Ratsvorsitzende wird zusätzlich von allen Bewohnern der Stadt gewählt.